# 郷挙里選
郷挙里選（きょうきょりせん）は、中国で漢代に行われていた官吏の登用制度のひとつである。地方の高官や有力者が、秀才や孝廉などの科目別に、その地域の優秀な人物を中央に推薦した。

## 正史での用例
「郷挙里選」は歴史的にも用いられていた語であり、中国の正史でも使われている。『後漢書』によると、後漢の章帝は、次のように言及した。
又、選挙は実に乖き、俗吏は人を傷つけ、官職は耗乱し、刑罰は中らざるを、憂わざるべきか。昔、仲弓は季氏の家臣なりて、子遊〔ママ〕は武城の小宰なるに、孔子は猶お賢才をもって誨え、得人をもって問えり。明政に大小なく、得人をもって本と為す。
夫れ、郷挙里選、必ず功労は累ぬ。今、刺史と守相は真偽を明らかにせず、茂才と孝廉は歳に百をもって数え、既にして能の顕るにあらざるに、当にこれに政事を授くべきとは、甚だ謂れなし。—章帝、『後漢書』「章帝紀」
後世では漢代の登用制度を指す言葉として使われ、例えば、『晋書』によると、西晋の衛瓘と劉毅が、当時の登用制度・九品官人法を廃止して漢の登用制度への復活を司馬炎に提案したときに、後者を「郷挙里選」または「郷議里選」と呼んだ。ただし、この提案は実現しなかった。また、『新唐書』によると、唐の李棲筠・李広・賈至・厳武らも同様に「郷挙里選」を復活させる提案を行い、こちらは一部が受け入れられた。

## 理念としての郷挙里選
漢代の地方制度は、大きい順に、州（後漢のみ）、郡、県、郷、里となっており、「郷挙里選」を文字通り解釈すれば、漢代の「郷」と「里」が推薦する制度ということになる。
明の邱濬は『大学衍義補』において、『周礼』と『礼記』の一節を引用して、周代の登用制度は郷挙里選であると述べた。これをふまえて、清の『古今図書集成』の「郷挙里選部彙考」やそれに続く近現代の書籍も、郷挙里選の説明を周代から始めている。これに先立つ唐の『通典』の「選挙典」や元の『文献通考』の「選挙考」は、周代の登用制度を郷挙里選とは呼んでいないものの、中国の登用制度の歴史をまとめた文章で、最初にやはり『周礼』と『礼記』のほぼ同じ個所を引用している。以下がその引用部分である。
大司徒の職は、（中略）郷三物をもって万民に教え、これを賓興す。一に曰く六徳、知仁聖義忠和。二に曰く六行、孝友睦姻任恤。三に曰く六芸、礼楽射御書数。

（中略）

郷大夫の職は、（中略）三年に則ち大比あり、その徳行、道芸を考り、賢者、能者を興す。郷老及び郷大夫はその吏とその衆寡を帥い、礼をもってこれを礼賓す。厥明、郷老及び郷大夫、群吏は、賢能の書を王に献じ、王は再拝してこれを受け、天府に登し、内史はこれに弐す。—『周礼』「地官司徒」
郷に命じて秀士を論ぜしめこれを司徒に升ぐ、曰く選士。司徒は選士の秀者を論じてこれを学に升ぐ、曰く俊士。司徒に升げられた者は郷に征せず、学に升げられた者は司徒に征せず、曰く造士。

（中略）

大楽正は造士の秀者を論じ、王に告ぐをもってこれを司馬に升ぐ、曰く進士。司馬は官材を弁論し、進士の賢者を論じて、王に告ぐをもってその論を定む。論の定まりてしかる後にこれを官す。任官してしかる後にこれを爵す。位の定まりてしかる後にこれを禄す。—『礼記』「王制」
後漢の鄭玄によると、『周礼』で大司徒や郷大夫が行う「興」は漢代の「挙」で登用の意味であり、鄭衆によると、徳行を備える賢者と道芸を備える能者の選出は、それぞれが漢代の孝廉と秀才に相当する。また、『礼記』の造士は、後述する漢代の博士弟子員にあたると言える。『周礼』には偽書の疑いもあり、このような制度が本当に実施されていたかはともかくとして、これらは漢代を含む後世の登用制度のお手本となった。
なお、同じく『周礼』の「地官司徒」によると、当時の地方制度は、大きい順に郷、州、党、族、閭（里）、比（隣）、家である。郷は、都市国家とはいえ、王の領地の6分の1で12,500家に相当する最大の区分であり、漢代の郷とは異なる。

## 選挙、察挙と秀才・孝廉
以上のような背景から、「郷挙里選」の意味するところには儒家にとっての理想を体現した制度という側面があり、状況によっては、その指す内容と実際に漢で行われていた登用制度にはいささかの乖離がある。
一方で、選挙は、漢代の歴史を記した『史記』、『漢書』および『後漢書』のいずれにおいても官吏の登用そのものを指す言葉で、古くは周代から、以降の歴史では九品官人法や科挙も含めて広く使われる言葉である。また、察挙は、歴史書の人物伝で使われる動詞「察」に由来し、登用が（上位者からの）推薦によるものであったことを明確に示す言葉である。そもそも、前漢では「郷挙里選」の用例がなく、後漢でも当時は特定の制度を指す名称ではなかった。そこで、文脈によっては、この秀才・孝廉などの科目での登用制度を指すときに、あえて「郷挙里選」の名を避けて「漢代の選挙」や「漢代の察挙」と表現される。
逆に言うと、察挙は推薦による登用全てを指すので、地方からの推薦だけではなく三公九卿や大将軍のような中央の高官からの推薦も含んでいる。したがって、地方からという点を重視すると、州・郡の長官が推薦する秀才（茂才）・孝廉による登用が最狭義の郷挙里選であり、冒頭に引用した章帝の発言もこの意味で使われている。
これまで見てきたように、後世にも、西晋や唐のようにたびたび郷挙里選の復活を望む声があったかたわらで、同じ西晋でも、例えば道家の葛洪は、郷挙里選を秀孝という略語で呼んで有能な人物が得られないと批判し、後漢末期当時の世評として以下の文を紹介した。
秀才に挙げられるも書を知らず、孝廉に察せられるも父は別居す。寒素、清白の濁れること泥のごとく、高第、良将の怯えること鶏のごとし。—葛洪、『抱朴子』「審挙篇」
とりもなおさず、冒頭の章帝の発言も、茂才・孝廉での登用の結果に批判的な内容である。

## 漢代の登用制度

### 官僚制度の概略
漢代の官職は秩石によって階級が分かれており、例えば前漢では、九卿や大きな郡の太守なら中二千石、普通の郡の太守や都尉なら二千石、10,000戸を超す大県の長官である県令なら、その大きさに応じて六百石から千石、それに満たない小県の長官・県長は三百石から五百石、県の佐官である県丞・県尉は二百石から四百石、県の属吏である卒史・属・書佐などであれば百石・斗食・佐史、というように格付けされていた。ただし、大県と小県の実態的区分は人口ではなく面積だったという説もある。
この秩石の序列とは別に、漢代の官吏には大きく分けて2つの区分があった。ひとつが皇帝によって任命された勅任官（長吏）で、もうひとつがそうではない非勅任官（少吏）、つまり、主に（州・）郡・県などの地方政府（の高官）によって採用された属吏である。この両者の間には出世のルートや待遇の面で厚い壁があった。また、この地方政府の高官、すなわち長官や佐官とされた州の刺史や県の尉などは勅任官であったが、彼らは本籍地として登録されている本貫地に派遣されることはない、という厳格なルールがあり、逆に、非勅任官は基本的に本貫地で現地採用された。
これらの官職は秩石の大小を問わず、4年を目安とした満期が設定されており、その満期が来れば官吏に「功」が一つ追加され、満期に達しない年数は「労」としてカウントされた。例えば、ある官職を6年務めた場合は「功一労二歳」というように評価された。これを功労という。功はもともと戦争で首級を上げるなどの戦功を評価する制度で、大きな戦争がなくなった後も、盗賊の捕縛で功が追加されたり、公的な弓術大会で好成績を収めれば労に最大3ヶ月追加されたり、逆に不始末があれば「奪労」として労を減らされたりした。こうした功の累積による昇進を功次といい、それに伴う異動を遷転という。
光禄勲（前漢初期は郎中令）の属官には郎官と呼ばれる4つの官職、すなわち、比六百石の議郎、同じく比六百石の中郎、比四百石の侍郎、比三百石の郎中、があった。郎官の本来の役割は禁衛として皇宮の警護をしたり皇帝の行幸に付き添うことだったが、それ以外には他にこれといった任務もなければ定員もなく、むしろ人事制度において特に重要な役割を果たした。というのも、次に重要な官職へと栄転するために待機しておくための職という意味会いが強くなったからである。このため、郎官として登用されることを特に郎選という。
地方の属吏ら百石以下の非勅任官が功次によって二百石以上の勅任官になるのは特に困難であり、最低でも比三百石の勅任官である郎中としてキャリアが開けるのは、それだけ有利だった。前漢の前期においては、郎選からエリートコースを歩んだ官吏は、一度も県や道の官職を経ることなく三公九卿となることができたのに対し、非勅任官である地方の属吏を出発点とした官吏は、功次によって六百石以上の地方の高官に出世することはできたが、それより上にはなれなかった。前漢後期になると、エリート官吏が県・道の長官や佐官を経る出世コースができたのに対して、非エリート官吏は四百石程度が限界となり、後漢後期ではそれすらも到達できなくなった。

### 郷挙里選によらない登用

#### 任子・富貲・良家子など
結論から先に言うと、漢代に郎選の中核を担ったのは郷挙里選の孝廉である。しかし、そこに至るまでには様々な登用制度があった。南宋の王応麟の『玉海』によると、漢代を通じて行われた郎選は、任子・富貲・献策・孝著の4種類あり、これらの他にも実技を要求される良家子と射策の2つがある。孝著は孝廉と同じ背景を持つのでこの節では詳細に扱わないが、王応麟が例として挙げた馮唐は孝廉が始まる前の人物で、厳密に言えばこれは孝廉でないので区別する。射策は博士弟子と対になる制度なので、郷挙里選の一種として次の節で扱う。
任子
二千石以上の高官がその任期を3年以上務めた場合、子か弟、つまり後継者を1人選んで郎官にすることができた。
- 蘇武（蘇建の子）の例: 武、字は子卿、少くして父任をもって兄弟並びに郎となり、稍ありて遷りて移中厩監に至る。
- 霍光（霍去病の弟）の例: 時に年十余歳、光を任じ郎となし、稍ありて諸曹、侍中に遷す。

若年で就任するためか、郎官以外にも蕭育の太子庶子、馮野王の太子中庶子、汲黯の太子洗馬など、年齢の近い皇太子に関する役職に就く例があった。また、「1人」というルールは守られず、馮奉世は3人の子を、史丹は9人の子を任子とした。漢代の人物伝で全く説明がなくいきなり「少くして郎となる」などとなっている場合は、前後関係からほぼ任子で説明できるケースが多く、あるいは外戚や宗室などの記述が稀な身分による登用が省略された形と考えられる。
- 梁商（外戚）の例: 少くして外戚をもって郎中を拝し、黄門侍郎に遷る。
- 劉焉（宗室）の例: 焉は少くして州郡に任じ、宗室をもって郎中を拝す。

富貲
飢饉の対応などの名目で、一定の額を寄付した者を郎官にした。
- 司馬相如の例: 貲をもって郎となる。

献策
皇帝に政策を提案して認められた者を郎官にした。
- 劉敬の例: ここにおいて、上曰く「本より秦の地に都すを言う者は婁敬なり。婁は乃ち劉なり」。劉氏と姓を賜い、拝して郎中となし、号して奉春君となす。
- 主父偃らの例: 天子に書奏し、天子は三人を召見す。謂いて曰く「公等は皆、いずくにか在る。何ぞ相見ゆるにこの晩きや」。ここにおいて、上乃ち主父偃・徐楽・厳安を拝して郎中となす。

孝著
親孝行を理由に郎官とした。
- 馮唐の例: 唐は孝著をもって、中郎、署長となり、文帝に事う。

良家子
良家に指定されていた家から従軍させ、武術に優れた者を選んで郎官にした。漢陽郡・隴西郡・安定郡・北地郡・上郡・西河郡の6郡の良家を特に六郡良家と言う。
- 李広（隴西郡）の例: 而して広は良家子をもって従軍して胡を撃ち、善く騎射を用い、殺首虜多く、漢の中郎となる。
- 馮奉世（上党郡）の例: 武帝の末に至り、奉世は良家子をもって選せられ郎となる。

女子も良家子として女官に登用された。
- 竇皇后（清河郡）の例: 竇太后、趙の清河観津の人なり。呂太后の時、竇姫は良家子をもって入宮し太后に侍る。

この6郡は匈奴や羌などと国境を接した尚武の土地柄で、文帝は六郡良家から才能のある者を集めて上林苑で軍事演習を行った。武帝が期門と羽林を設立すると、六郡良家子が「善騎射」・「能騎射」を枕詞に人員を供給した。
- 甘延寿（北地郡）の例: 少くして良家子の善く騎射すをもって羽林となる。投石抜距は等倫に絶し、甞みて羽林の亭楼を超踰す。これによりて遷りて郎となる。弁を試みて期門となるは、材力愛幸さるをもってす。

期門・羽林の人員は後に改称されて比三百石の虎賁郎・羽林郎となった。しかし、比三百石の勅任官でも郎官との扱いに格差があり、例えば、比六百石の羽林左監・右監は郎官から選ばれ、原則的に羽林郎からは羽林監の下の書記までしか上がれなかった。その例外として、戦功によって羽林郎から秩石が同じ郎中へ昇進する場合がある。
- 董卓（隴西郡）の例: 桓帝の末、六郡良家子をもって羽林郎となる。中郎将張奐に従い軍司馬となり、共に漢陽の叛羌を撃ち、これを破る。郎中を拝し、絹九千匹を賜う。

#### 辟召と徴召
これらに加えて、後漢では辟召と徴召の2つが有力な登用制度となった。もっとも、これらの制度自体は前漢の最初期から存在していた。
辟召
辟召は、高官の自由裁量による非勅任官の登用を意味する。したがって、地方の属吏らの登用も広義の辟召にあたり、前述のように、一般的には出世に不利な登用である。この広義の辟召の場合、史書で使われる字には「辟」以外に「除」、「請」、「補」、「署」などがあり、辟除や請署とも言う。属吏の肩書には官吏全体の序列である秩石に基づく卒史、属、令史、嗇夫などとは別に、職場内のみでの役割と上下関係を表す戸曹掾や決曹史など、いわゆる掾史の両方があって、秩石の序列には「除」や「補」で就任し、掾史には「署」として割り振られた。
- 黄覇の例: 後に復た沈黎郡に入穀し、左馮翊二百石卒史に補さる。馮翊、覇の入財にて官となるをもって右職に署さず、郡の銭穀計を領せしむ。

一方で、出世に有利な辟召も存在した。それは、丞相府、大将軍府など、最高級の高官が開いた公府（莫府）、または州府へ属吏として登用されることである。史書では「辟」の字はもっぱらこれらへの登用のみで使われるため、狭義に辟召といえばこちらを指す。非勅任官のため本籍地回避などのルールに縛られず、登用者の決定のみに基づいて採用され、大多数が百石にも届かなかった地方の属吏とは違って、例えば、大尉府の掾は比四百石と比三百石で、二百石の壁を越えていわば登用制度の抜け穴として機能して、その後の出世の糸口となった。
徴召
徴召は、皇帝の推薦による登用を意味する。皇帝の関与は形式的なもので、実際には三公や大将軍の助言の下に行われた。したがって、構造としては辟召と同じだが、後漢の徴召は郎選の一種でもあって、被推薦者は郎官の最も上の位である議郎として登用され、改めて別の高官へと栄転した。

### 郷挙里選の科目

#### 各科目の例
『後漢書』の著者である范曄は南北朝時代の人物で、登用された官吏を貢士と呼んでいる。彼が書いた『後漢書』内の解説である「史論」によると、「貢士の方」は前漢に賢良・方正と孝廉・秀才があり、後漢に敦朴、有道、賢能、直言、独行、高節、質直、清白、敦厚が追加された。これらが郷挙里選の科目である。また、元代の『文献通考』は、「挙士の目」を大別すると、賢良・方正、孝廉、博士弟子の3つであると述べており、博士弟子の制度も含めている。他にも、漢代の察挙に該当する科目は、明経や高第などがある。以下にこれらの科目の概略を説明する。
賢良・方正
前漢で推薦された者は、六百石以上の県令となったほか、博士や中大夫・諫大夫など、皇帝の諮問に答える役職についた。後漢で推薦された者は、ほぼ議郎となって、やはり皇帝の側近として助言する役職になった。募集があったのは主に地震などの天変地異、すなわち災異があった時で、皇帝は自らの不徳を認め、世間の意見を聞き入れそれを補うという名目で登用が実施された。歴史書の表現では「賢良方正」と両方が書かれている場合、「賢良」と「方正」で分かれている場合、「賢良文学」のように片方に他の科目が付いてる場合などがある。
- 何武の例: 久しくして、太僕の王音は武を賢良方正に挙ぐ。徴せられ対策し、拝して諫大夫となり、揚州刺史に遷る。
- 蓋寛饒の例: 明経にして郡文学となり、孝廉をもって郎となる。方正に挙げられ、対策高第なりて、諫大夫に遷る。
- 董仲舒の例: 武帝は即位し、賢良文学の士、前後百数を挙ぐ。而して、仲舒は賢良をもって対策す。
- 張奐の例: 疾をもって官を去り、復た賢良に挙げられ、対策第一にて、議郎を擢拝す。

これらの例のように、賢良・方正に推薦された人は、皇帝の試問という形式の試験に解答を行った。これを対策と言い、この科目は、対策の内容が認められて抜擢される、という手続きを踏む。ところが、例外的に、高官に疎まれた結果、対策の評価を落とされて六百石に届かない場合もある。
- 皇甫規の例: 沖質の間、梁太后は臨朝し、規は賢良方正に挙げらる。対策に曰く、「（中略）」。梁冀はその己を刺すに忿り、規をもって下第となす。郎中を拝すも、疾を託ち免帰す。

孝廉
通例としては、在野の者や百石以下の属吏が、郡の太守または国の諸侯相によって推薦され、比三百石の郎中になった後に、四百石前後の県の長官や佐官となった。孝廉は孝悌廉潔の略語であり、前半の孝悌は儒教の徳目である。後漢では対象者を40歳以上とする規定が生まれ、漢代の登用で唯一の年齢制限が課された。これは両親のいずれかの死とその喪に服す経験を前提としたためと考えられる。また、対象者への試験の導入も検討された。孝廉はエピソードさえあれば資格を満たすので、極論すれば文盲を文官として登用することも可能になり、これを防ぐためと考えられる。
- 王吉の例: 少時に学び明経なり。郡吏をもって孝廉に挙げられ郎となり、若盧右丞に補され、雲陽令に遷る。賢良に挙げられ昌邑中尉となる。
- 劉雄の例: 雄は孝廉に挙げられ、官は東郡の范令に至る。

孝廉の亜種には廉吏があり、廉吏として推挙されることを察廉または挙廉と言う。これは、既に登用されていた官吏が対象となって、選ばれた者は昇進し、同じ人物が複数回選ばれることもあった。後に対象者を六百石未満とする制限ができた。
秀才（茂才）
秀才は後漢になると光武帝（劉秀）の避諱により茂才に変更された。後漢の茂才は三公、光禄勲、司隷校尉、各州の刺史らが毎年1人ずつ推薦し、通例としては、推薦された者は六百石以上の県令となった。
- 劉辟彊と劉長楽の例: 宗室の在位者なしをもって、劉辟彊、劉長楽を茂才に挙げ、皆、光禄大夫となし、辟彊は長楽衛尉を守す。

博士弟子と射策
当初は、太常が毎年18歳以上で優秀な人物を50名選出し、太守と諸侯相も追加で任意に担当地域の優秀な者を推薦して、太学で五経博士に指導させた。この時集められた人材を博士弟子、または博士弟子員といい、賦役が免除された。博士弟子は1年後に射策という試験を課され、甲科の合格者、すなわち、優秀な成績を収めたグループは、比三百石の郎中となった。乙科や丙科の場合は郎官になれず、太子舎人になったり太常の属官である百石の文学掌故となって、郡の属吏として派遣された。ただし、博士弟子は漢代を通じて増え続け、後漢後期の桓帝の時代には3万人に達していたのに対して、射策甲科による郎官の就任者は前漢末を最後に消滅し、後漢では郎選としては機能しなくなっていた。
- 終軍の例: 年十八にして選ばれ博士弟子となる。
- 何武の例: 武は博士を詣で、業を受け易を治め、射策甲科をもって郎となる。
- 匡衡の例: 才下にして、しばしば射策するも中らざるが、九に至り、すなわち丙科に中る。その経、科に中らざるをもっての故に明習し、平原の文学卒史に補さる。

高第
上第や第一とも言い、字義としては、何らかの試験結果が優秀であったことを意味する。後漢の中期以降では、高官が自らの公府に辟召した人材を勅任官にする手段となった。したがって、対象者は公府の属吏であり、侍御史を経由して刺史になる経歴が典型となった。
- 張綱の例: 少くして明経学なり。公子となるといえども、布衣の節を厲ます。孝廉に挙げられるも就かず。司徒は高第に辟して侍御史となる。

#### 制科と常科
郷挙里選の科目を大きく分けると、賢良・方正のように災異などのきっかけで不定期に皇帝の命令で実行された制科と、孝廉や廉吏のように毎年決められた人数が採用された常科がある。制科による登用を制挙、特挙、常科による登用は常挙、歳挙という。
この分類は科目ごとに不変のものではなく、例えば、秀才は前漢では制科だったが、後漢の茂才は常科となった。また、『漢官目録』と『漢官儀』によると、後漢の光武帝の時代、光禄四行と呼ばれた敦厚、質朴、遜譲、節倹の4科目は、光禄勲が毎年1人ずつ選出する常科であったが、安帝は、114年の旱魃と蝗害に際して、三公から太守まで二千石以上の高官に敦厚質直の者を1人ずつ推薦するように命じており、同じ敦厚でもこちらは制科である。
後述するように、郷挙里選の被推薦者の中には、登用拒否を繰り返すことによって短期間に別の科目で複数回推薦されている者がいる。これに加えて、各科目が推薦する対象者の前歴・登用後の官職などを調べることで、それぞれを格付けすることができて、有力な方から概ね、徴召・制科、辟召、常科の順となる。

#### 科目と技能
「明経」や「孝廉」といった表現は朝廷が募集する登用の科目であると同時に、推薦者や世間の人から見た人物の技能や資質の評価でもあって、登用とは無関係に明経や孝廉に該当する人物が存在しうる。歴史書に「孝廉に挙げられ」や「明経に挙げられ」と書かれていた場合は当人がその科目で登用されたことが明らかであるが、「明経をもって郎となる」と書かれていた場合は、明経科で登用されたのか、明経と認められた人物が別の経路（極論すれば任子など）で登用されたのか判別できない。というのも、明経として推薦されて明経科では郎官になれず、博士弟子となったケースもあるからである。
こういった、同名のややこしい評価は別としても、例えば孝廉の申請書類には文無害などの技能・異才に関する評価を書く欄があり、それらに加えて現職での功労も添えられおり、これらは推薦者からの評価として同列に扱われていた。

### 推薦者と被推薦者

#### 推薦者の権利と義務
郷挙里選の推薦方法は、役所や地方政府全体で選ぶというよりは、長官個人にほとんどの裁量が委ねられる属人的な性格を持っている。例えば孝廉の場合、郡の太守が服喪などの理由で休職した場合は、その郡からは誰も推薦されなかった。裏を返せば、推薦者にとって決められた人数の者を推薦することは、官職に付随する義務であり、よほどの理由がなければ推薦しないわけにはいかず、被推薦者に何らかの落ち度があれば、推薦者が選挙不実として罰せられた。
自然と、推薦者と被推薦者には強固な人間関係が形成された。極端な例としては、後漢末期の荀爽は、袁逢に有道で推薦された際に登用を拒否したにもかかわらず、袁逢が死ぬと3年間も喪に服した。後の時代の推薦、例えば、唐代に行われた科挙の座主・門生も推薦者と被推薦者の間柄であるが、ここまで深い繋がりは見られず、こういった関係はこの時代特有のものである。

#### 郷里と豪族
周代の爵位は公・侯・伯・子・男の五等爵であり、これを持つのは支配階級のみであったが、秦漢の爵位は二十等爵で、一般の庶民に至るまでほぼ全ての人々がこの枠組みの中に入っていた。この制度下では、折につけて爵位が一斉に上がる出来事（民爵賜与）があり、概して、その機会を多く経験した年長者ほど高い爵位を持つことになった。庶民たちの属する共同体にとって、この爵位に沿った人間関係と秩序の形成は朝廷に公認されたもの、言い換えれば、共同体の外からもたらされた他律的なものということができる。また、周代の地方制度は封建制であったが、秦漢では中央集権的な郡県制、すなわち中央から派遣された勅任官たちを郡県の支配者層とする他律的な構造であり、血縁に基づく旧来の氏族制は崩壊した。
しかし、郡県の内部構造である郷里まで分け入ると、共同体の自律的な構造は、豪族を中心とした秩序形成という形で存続ないし置き替わっていた。前漢の中期以降、郡県の属吏は豪族とその一族が占めるケースが急増したが、この人事の規範となったのは共同体の自律的秩序から生み出される輿論、いわゆる郷論である。郡県の支配者層といえど、自律的秩序に逆らう人事を行った場合は軋轢が生じて、酷い場合は反乱が起こり、いわば権力のチェック機能のように作用した。実際に、王莽の専制に対抗する光武帝を軍事的に支えたのは郡県の属吏だった豪族らであり、後漢末期だと宦官が人事に介入したことに豪族が反発して党錮の禁に至っている。つまり、制度上は人事の権限が集中しているはずの太守らも、郷論に支持された豪族の影響は無視できなかった。極端な例では冠蓋、冠冕と言われる豪族の家系が郡の掾史を代々務め、それらの番付まであった。
中央側の対応も豪族の台頭と呼応しており、前漢中期の宣帝の時代から官吏の爵位を上げる命令（吏爵賜与）が増加し、豪族の中でも特に有力な大姓豪族は郷挙里選を経て中央集権体制へと組み込まれていった。また、豪族は遊侠と繋がりを持ったり武装領主となるのが一般的であるが、特に孝廉の実施による儒学の流行は、それらの一部を変質させて、気節の士・清流豪族と言われる知識人階級を生み出し、後の六朝文化へと繋がることとなった。

## 変遷と影響

### 前漢
前漢の最初期にその政権を担当していたのは、劉邦に付き従って楚漢戦争に功績を挙げた元勲たちであり、彼らは、韓の相国の家柄だった張良を除いて、全て下層階級の出身である。こういった集団が国を興すのは当時としては珍しかったが、自らもその一員だった劉邦はその有用性をよく理解しており、元の身分にこだわらず天下に広く人材を集める方針を示した。紀元前196年に出された、いわゆる「求賢令」がそれである。
蓋し聞く、王者は周文より高きはなく、伯者は斉桓より高きはなし。皆賢人を待ちて名を成す。今、天下に賢者智能あり。豈特に古の人のみならんや。患は人主の交わらざるが故に在るなり。士いずくんぞ由りて進まん。今吾天の霊をもって、賢士大夫と天下を定有し、もって一家となし、その長久世世、宗廟を奉ること絶えるなきを欲す。賢人已に我と共にこれを平らぐ。而して、吾と共にこれを安利せざるは可ならんや。賢士大夫の我に従いて游ぶを肯んず者あらば、吾能くこれを尊顯す。

天下に布告す。朕の意を明らかに知らしめよ。御史大夫昌は相国に下し，相国酇侯は諸侯王に下し、御史中執法は郡守に下し、その意称明徳の者あれば、必ず身ら勧め、これがために駕し、相国府に詣で、行義年を署せしめ。有りて言わざり覚せば免ず。年老癃病は遣すなかれ。—劉邦、「求賢令」
文帝もその方針を受け継ぎ、即位後、自分を擁立した元勲らから宗廟の尊重を理由に子の立太子を催促されると、「立太子は禅譲の可能性を潰すので、賢人の『選挙』を軽視するような印象を世間に与え、かえって宗廟のためにならない」と求賢令に絡めた理屈で拒否しようとした。紀元前177年に文帝は、日食を理由に「賢良方正で直言極諫できる者」を推薦するように命令し、同年に「賢良」のために「誹謗訞言の罪」を廃止して言論の自由を保障した。その後も、同様の命令を何度も出したが、いずれも上手くいかず、紀元前168年には賢人の登用方法が確立されていないことを認める発言をしている。しかし、こういった試行錯誤の末、紀元前165年に晁錯を賢良で登用することに成功し、制科と対策が本格的に始まることとなった。
次の景帝の時代では、劉邦に登用された世代は既にほとんど死んでおり、元勲たちの子孫の世代が任子と功次で出世して次々と丞相に就任するようになったが、彼らは『史記』に「善良だが無能」と書かれている。
武帝は紀元前141年に即位したときに、賢良で100人以上を登用し、その中にいた董仲舒の対策にあった提案を取り入れ、紀元前134年に孝廉による登用が始まった。また、同じく武帝が賢良で登用した公孫弘の提案により、紀元前124年に博士弟子の制度が始まった。このように郷挙里選の中核的な制度が武帝の時代に整備された理由は、登用する人材の質の向上を図る狙いと、中央集権体制の確立を図る狙いの2つの説で説明される。
董仲舒は、彼の対策の中で、任子・富貲による登用と、彼らが功労により昇進して次の権力者を生むのに十分な地位・財産を得ることは、人材の質の面で問題視していた。その後の事例を見ても、功次で昇進してきた人材に比べると、郷挙里選で抜擢された人材の方が確かに優秀で扱いにも差がある。例えば、成帝の時代には、孝者と功次で県令に昇進した人物がその県の盗賊に対応できなかったのに対して、察廉と秀才で県令になった人物と任地を交換すれば上手く治まったエピソードがある。成帝の時代は、博士は優秀な者なら尚書や刺史となり、政事に疎い最下等の人物は功次によって諸侯の太傅へと転出する、とされており、功次は一段低く見られていた。
ただし、太常の属官として人材登用に関わっていた司馬遷は、紀元前93年の「報任少卿書」において、出世の4条件として、奇策・実績・戦功と併記する形で功労を挙げており、武帝の晩年にあっても功次は健在であった。さらに、下火になっていったのはあくまで功次のみを理由とする昇進の話であり、特に孝廉などの常科で功労は評価基準として組み込まれていったので、功労が大きいほど孝廉や廉吏で推薦されやすいという傾向ができた。そして、任子・富貲に言及した董仲舒本人も、任子・富貲の改革そのものには手を付けず、これらによる登用はむしろ武帝期にも盛んに行われ、特に任子は以降も漢代を通じて有力な郎選であり続けた。やや時代は下って宣帝の時代に、王吉は任子の廃止を提案したが、宣帝はこれを退けている。実際に実力を示した勢力が政権の中枢に参画し続けることは、反乱が多発した当時にあって、国家運営の安定に寄与していたと考えられる。
他方で、そもそも、春秋戦国時代のころより、世間に広く賢人を求め、大量の食客を抱え士大夫として取り立てるのは、封建社会では諸侯の嗜みとして奨励される行為だった。劉邦や文帝の方針もその考えに沿ったものである。前漢の初めは郡国制で名実ともに諸侯が実在した時期であり、彼らはもちろんのこと、まだ領地に封じられていない高官たちもその常識に倣っていた。実際に、衛青は軍部のトップに登り詰めながら、抱える人材の登用に熱心ではなかった点で世間の評判を落としており、そのことを部下の蘇建に責められると、「竇嬰と田蚡が大勢の食客を抱えていることを武帝は不快に思っていたので自分は遠慮する」と答え、後任の霍去病もその方針を踏襲した。つまり、こういった春秋戦国時代の気風を放置すれば、賢人たちによって力をつけた諸侯が割拠する時代へと逆行するおそれがあったので、諸侯らの下に賢人が帰属することは武帝の目には越権行為として映っていた。「求賢」を皇帝の専権事項とし、賢人たちを勅任官として皇帝に直属させる改革が必要とされたのである。この中央集権化のために行われたのが、文帝の始めた制科であり、武帝の定めた常科だった。

### 後漢
- 最初に受けた推薦
- 最終的な登用

後漢になると、ある程度以上の高官になるためには、孝廉で推薦されることが必要となった。逆に、明経や博士弟子員による登用は衰退したが、これは孝廉の被推薦者にとって儒教の経典に習熟することが常識となったため、その科目としての役割が孝廉に吸収されてしまったからである。後漢の後期になると、孝廉で登用されることすら陳腐化し、途中に辞職を挟むなどの複雑な経歴で出世することが常態化した。
後漢で三公に就任した官吏は151人で、そのうち68人は歴史書の列伝に記載がある。さらに、このうち光武帝の時代に三公となった16人は王朝交代の動乱が出世の原因となっており、登用とはあまり関係がない。これを除いた52人のうち、最初に孝廉で推薦されている人は26人と半数に上り、残りは辟召が12人、任子が5人、徴召が4人、茂才が1人で不明が4人となる。これに登用拒否、辞職、連続登用などを考慮した最後に受けた登用は、孝廉が9人、茂才が1人、方正が3人、任子が2人、徴召が17人、辟召・高第が14人、不明が6人となる。
孝廉の初任官は比三百石の郎中であり、毎年200人程度登用された。郎中となる郎選は孝廉以外にもあるので実際の増加数はさらに多く、しかも、定員がなかったため、後漢の中期以降では、常時1,000人前後からその数倍いたと推定される。郎中から次に行くポストは小県の県長か大県の佐官であったが、ポストの数に比して待機中の人数が膨大であるため、この転遷には相当な功労が必要とされた。三公を目指すエリートにとって、孝廉で推薦されることは重要な手順のひとつでありこそしたが、実際に登用されて郎中になればそこから早期に抜け出すのは容易ではなく、結果的に、孝廉を拒否したり、後に制科や徴召などの別の登用を受けた方が、多く、より若くして三公になっている。時代が進むにつれ、この傾向はより顕著となっていった。
とはいえ、三公経験者に限らなければ、実は、後漢の登用で最も拒否率が低いのも孝廉である。確かに孝廉は郷挙里選の中では初任官の秩石が最も低いが、推薦される前の身分も最低クラスであり、推薦された大多数の官吏にとって登用を拒否する理由にはならなかった。また、歴史書に伝記がある後漢の人物は、孝廉で推薦された人が170人で茂才で推薦されたのは32人である。しかし、実際に後漢で推薦された人数は孝廉が約42,000人、茂才が約3,300人と推測されるので、それぞれ0.40%と0.96%に伝記があることになり、歴史に名を残すという観点では登用経路によって大きな差がある。茂才より有利な登用とされた制科や徴召の被推薦者の伝記がある割合には、より大きな偏りがあると思われる。
徴召による登用者が三公となるケースが目立って多くなっているが、これは他の登用方法を全て拒否した場合、最終的には徴召され、基本的にそれを拒否することはできなかったからである。登用の拒否は売名を目的とする場合もあったが、首都の政情不安や政争など生命にかかわる理由もあり、ポーズではなく本心から拒否していたケースも多くあったと考えられる。

### 三国時代以降
後漢の最後期、最高権力者が曹丕となって魏王朝の樹立が現実的となり、220年に陳羣の提案により九品官人法が始まって、郷挙里選は廃止された。郷挙里選と九品官人法の関係については以下の2つの見解がある。
人事制度の観点からは、漢魏の易姓革命は、魏王曹丕の陪臣が、そのまま全て皇帝曹丕の勅任官になることを意味する。例えば、陳羣自身は、九品官人法を制定した時点で魏王国の尚書であり、革命によって魏王朝の尚書となった。ここで問題になるのは、逆に、漢で勅任官だった官吏は魏では失職することであり、郷挙里選では推薦する側の立場だった高官らもここに含まれる。つまり、推薦者不在のため郷挙里選の実施は現実的に不可能であり、しかも、人材を量的に補うために旧体制の勅任官を新体制の勅任官にスライドさせる必要が生じた。この時に旧体制の勅任官だった人々は、新しく設けられた中正官によって審査され、算定された九品に応じた新たな官職に割り振られた。この制度が九品官人法であり、言い換えれば、九品官人法は革命に必要だったから制定された仮初めの制度で、過渡期が終われば不要である。前述のように、実際にこういった考えから、西晋による再統一後の290年ごろに、衛瓘・司馬亮と劉毅は九品官人法の廃止と郷挙里選の復活を訴えた。
あるいはこうも考えられる。曹丕の父の曹操は郷挙里選による推薦者と被推薦者の人的結合という弊害を巧みに利用し、丞相・魏王となって自らの府を開くまでになった。丞相府や魏王の政府へ辟召した属官と漢王朝の勅任官を茂才や高第で入れ替えることによって、推薦者としての影響力を漢の要職に及ぼして勢力を拡大したのである。ところが、革命を目前とした曹丕らにとって、もはや勅任官を作り出すことに意味はなく、郷挙里選による人的結合の弊害はそのまま弊害として受け取られることになった。なんといっても、この人的結合が皇帝を超える権力を生んで革命を起こしうることを、曹操が証明してしまったからである。実際に魏王朝内でも郷挙里選による人的結合が露呈するケースがあり、例えば、魏王国では劉備死亡の知らせを受け祝ったが（この時点では劉備は存命で誤報だった。劉備の死去は、漢魏革命後の223年）、袁渙はひとりだけ祝賀に加わらなかった。なぜなら、袁渙を茂才で推薦したのは、豫州刺史だったころの劉備だったからである。他方で、魏王国の時点で新王朝に必要な人材は既に揃っていたという見方もあり、そうであるならば、たとえ革命に不満を持つ人材があったとしても、あえて審査して漢王朝への忠誠心を刺激し反感を買う必要はなかったはずである。結局のところ、この説では、九品官人法が導入された主な理由は、まさに郷挙里選とその弊害を終わらせることだったということになる。
いずれにせよ、孝廉や秀才など郷挙里選の各科目は九品官人法に吸収される形で存続し、そのための試験も行われた。しかし、これらの科目による登用は、九品で定められた家格と試験結果の不適合を避けるため試験の形骸化が進んだことや、中央の高官が保身のために地方の出身者を阻んだことなどを理由に衰退し、郷挙里選の科目が「求賢」としての役割を果たすことはなくなった。

### 引用文への注
1. ↑  
  - 仲弓と子游は孔子の弟子で、ふたりがそれぞれ官職についたあと、孔子は彼らに人材発掘の重要性を説いた。「賢才」と「得人（人を得る）」はいずれも優秀な人材の登用に関することで、これらの逸話と用語は『論語』の「仲弓爲季氏宰」と「子游爲武城宰」からの引用である。
  - 「功労」は後述するように年功序列の評価のこと。
  - 後漢の「刺史」は州の長官で、「守相」は郡と国の長官である太守と諸侯相（形式的には次官）を指す。
  - 「茂才」と「孝廉」は郷挙里選の科目で後述するが、茂才の推薦者が刺史で孝廉の推薦者が太守と諸侯相なので、「刺史」・「守相」と「茂才」・「孝廉」は州・郡国で二重の対句となっている。
2. ↑  
  - 「郷三物」は次の文に書いてある六徳、六行、六芸の3つのこと。
  - 「郷大夫」は郷の長官のこと。
  - 「大比」は3年ごとの大規模な戸籍調査のこと。直前の中略した部分に、司徒から指導を受けて郷大夫が万民にほどこす教育と、成人した納税者と免税対象の調査の話があり、これらは毎年行われていた。
  - 「厥明」は翌日のこと。
  - 「天府」は、鄭玄によれば、宝物庫のこと。
3. ↑  
  - 「征」は納税のこと。
  - 「学」は教育機関のこと。辟雍を参照。
  - 「大楽正」は「学」の長官のこと。
4. ↑  「秀才」、「孝廉」、「清白」、「高第」はいずれも漢代の郷挙里選の科目で、後述する。「寒素」と「良将」は九品官人法の科目なので、ここでは触れないが、寒素科の成立の記述は『晋書』「武帝紀」にあり、良将科の成立の記述は『三国志』「明帝紀」にあって、それぞれ西晋と魏で始まった。寒素科による被推挙例に紀瞻と霍原（中国語版）があり、良将科での例には劉聡がある。
5. ↑  
  - 「周文」は周の文王のこと。呂尚を登用した。
  - 「斉桓」は斉の桓公のこと。管仲を登用した。
  - 「御史大夫昌」は周昌のこと。
  - 「相国酇侯」は蕭何のこと。
  - 「御史中執法」は御史中丞のこと。
  - 「意称」の解釈は難しく、これを「懿称」とした場合は「良い名声」のこと。
  - 「駕」は馬車などの移動手段を手配し連れてくること。
  - 「行義年」は経歴と年齢など人物履歴のこと。
  - 「覚」は発覚のこと。文全体としては、（賢人が）存在することを知りつつ報告しなかったことが発覚した場合は、官職を罷免する、ということ。